# Wolfgang Rolff
Wolfgang Rolff (Lamstedt, 26 de dezembro de 1959) é um ex-futebolista profissional e treinador alemão que atuava como meia.

## Carreira
Wolfgang Rolff fez parte do elenco da Seleção Alemã de Futebol, da Copa de 1986.